# Camporrotuno
Camporrotuno és una localitat dins del municipi d'Aínsa-Sobrarbe, al Sobrarbe, província d'Osca, Aragó. Antigament va tenir ajuntament propi. Se situa a 12,2 km d'Aínsa a una altitud de 578 m. Les seves cases s'agrupen al voltant d'una plaça rectangular amb dues úniques entrades abovedades.
Entre les seves construccions destaca l'església parroquial del segle xvi en honor de Sant Joan amb una inscripció de 1725 que fa referència al miracle de la creu de foc i Casa Cambra del segle xvi, fundada pel Senyor de Borrastre, Infantó i que va donar origen al posterior nucli rural.
La població compta amb diverses ermites a les quals es va en Romeria el dia de la festivitat, la de Sant Llorenç el 10 d'agost i la de Santa Waldeska el 28 de maig. En una finca privada també es troba una altra en honor de Sant Climent.